# Стандард
„Стандард“ (на нидерландски: De Standaard) е фламандски вестник, излизащ ежедневно.
Основан през 1918 година от група общественици, сред които Франс Ван Кауеларт, от 1976 година вестникът се издава от медийната група Корелио, създадена с цел запазване на вестника след фалита на първоначалния му издател. Един от най-влиятелните фламандски вестници, наред с левия „Морген“, „Стандард“ е традиционно близък до християндемократическото движение.